# TLC (grup de música)
|  | Aquest article tracta sobre el grup de soul. Si cerqueu la tècnica cromatogràfica , vegeu «TLC». |

TLC és un grup de música estatunidenc originalment format per Tionne «T-Boz» Watkins, Lisa «Left Eye» Lopes i Crystal Jones. Format l'any 1991 a Atlanta.

## Discografia
- Ooooooohhh... On the TLC Tip (1992)
- CrazySexyCool (1994)
- FanMail (1999)
- 3D (2002)
- TLC (2017)